# Grammia flava
Grammia flava är en fjärilsart som beskrevs av Max Wilhelm Karl Draudt 1931. Grammia flava ingår i släktet Grammia och familjen björnspinnare. Inga underarter finns listade i Catalogue of Life.